# روت (باد کرویتسناخ)
روت (به آلمانی: Roth) یک شهر در آلمان است که در باد کرویتسناخ واقع شده‌است.